# Frătești, Gorj
Frătești este un sat în comuna Lelești din județul Gorj, Oltenia, România.

## Vezi și
- Biserica de lemn din Frătești

 Acest articol despre o localitate din județul Gorj este deocamdată un ciot. Puteți ajuta Wikipedia prin completarea lui.